# 犬鳴山 (大阪府)
犬鳴山（いぬなきさん）は、大阪府泉佐野市大木犬鳴の犬鳴川渓谷を中心として、そこへ流れ込む燈明ヶ岳（標高558m、西ノ燈明ヶ岳ともいう）等の山域全体の総称。「犬鳴山」という名称の山があるわけではない。

## 概要
名勝地や金剛生駒紀泉国定公園の指定を受けるなど豊かな自然を持つ。七宝瀧寺参道としての犬鳴川を持ち、決して高い山域ではないにもかかわらず、渓流沿いの山岳景観は「大阪府 緑の百選」にも選ばれ、地元に深く愛されている。
関西国際空港が開港してからは、同空港からもっとも近い温泉「犬鳴山温泉」がある場所として名前が広がった。
山中には、七飛瀑（両界の滝、塔の滝、弁天の滝、布引の滝、古津喜の滝、千寿の滝、行者の滝）をはじめ大小48の滝がある。このうち行者の滝は滝に打たれる修験場として知られている。一般の一日体験も可能であり、女性でも参加できる。（有料、要予約）
「犬鳴山」の読み方については、地元では通常「いぬなきさん」と呼ぶ。これは次節で述べているように「犬鳴」が寺院の山号に由来しているためである。そのため地元で「いぬなきさんに行く」と言えば、犬鳴川渓流沿いの参道を遡って七宝瀧寺へ行くことを指すのであって、決して山歩きに行こうと言っているわけではない。これに対し、参道渓流入り口の温泉郷では（いぬなきやま）と読ませて「犬鳴山温泉」と称している。

## 地名の由来
犬鳴山という名前は、七宝瀧寺の山号である「いぬなきさん」に由来したものである。
宇多天皇の御代、紀州の猟師がこの山域で狩りをしていた際、突然連れていた犬が激しく鳴きだし、結果猟師が射ようとしていた鹿が逃げてしまった。怒った猟師は犬の首をはねたのだが、その首はそれでも飛び跳ね、今まさに猟師に襲いかかろうと狙っていた大蛇に噛み付いた。犬は、主人が大蛇に狙われていることを知って鳴いていたのであった。愛犬に救われたと気付いた猟師は、これを悔いて七宝滝寺の僧となって愛犬を供養した。 このことを聞いた天皇はいたく感動し、七宝滝寺に『以後「いぬなきさん」と改めよ』と勅号を賜ったと伝えられている。

## 葛城修験道の霊場
犬鳴山には真言宗犬鳴派の本山である七宝瀧寺があり、役小角が661年、大峰山山上ヶ岳の6年前に開山したと伝わり、元山上と呼ばれている。古くは犬鳴山を含む金剛・和泉山系全体を「葛城」と呼び、その中でも犬鳴山は西の行場、東の行場を持つ葛城二十八宿修験道の根本道場となっている、日本の霊山のひとつである。
近世初頭の「口上覚」によると、毎年5月に高野山から葛城巡行する先達たちは、犬鳴山に7日間留まり柴焼護摩を修したといい、「葛城山中で七日間も逗留するのはここだけだ」と述べられており、いかにこの山の地位が高かったかをうかがわせるものとなっている。南北朝期に六坊が創建され、室町期には二十坊の坊舎を有し、本堂の修復も行われて隆盛を迎えた。しかし豊臣秀吉の根来攻めによって本堂以外の堂舎を焼き払われ、田畑山林も没収され、一時は廃絶同然となった。のち岸和田城主より寺領五石の寄進を受け、ほぼ今日見られるまでに復興したものである。

## 脚註
1. ↑  修験体験犬鳴山七宝瀧寺ホームページ
2. 1 2  『和泉名所図会』著 秋里籬嶋、画 竹原春朝斎　寛政8年（1796年）発刊
3. ↑  『大阪の史跡を訪ねて2　中世篇』（ナンバー出版）「犬鳴山　葛城修験道の霊場」